# 月天心
『月天心』（つきてんしん）は、日本の歌手一青窈の1枚目のアルバムである。2002年12月18日発売。発売元はコロムビアミュージックエンタテインメント（現：日本コロムビア）。
台湾盤(Guts Records-Subsidiary Of Rock Records/PASSION - GUT-2055 )には、日本のシングル盤「もらい泣き」のカップリング曲である「翡翠」がボーナス・トラックとして収録されている。

## 収録曲
1. あこるでぃおん(2:24)
作詞：一青窈、作曲・編曲・プロデュース：武部聡志
後に2ndシングル『大家』にロングバージョンとして収録された。
NHK教育テレビ「福祉ネットワーク」オープニングテーマ
2. もらい泣き(4:39)
作詞：一青窈、作曲：武部聡志・マシコタツロウ・溝渕大智、編曲：武部聡志
1stシングル
3. sunny side up(4:25)
作詞：一青窈、作曲・編曲：富田素弘
UHFアニメ「愛してるぜベイベ★★」オープニングテーマ
4. イマドコ(3:56)
作詞：一青窈、作曲・編曲：富田素弘
5. 犬(4:48)
作詞：一青窈、作曲：森安信夫、編曲：根岸孝旨
6. 月天心(4:53)
作詞：一青窈、作曲・編曲：武部聡志
7. ジャングルジム(4:59)
作詞：一青窈、作曲・編曲：森安信夫
8. 心変わり(4:21)
作詞：一青窈、作曲：マシコタツロウ、編曲：武部聡志
9. アリガ十々(4:55) 
作詞：一青窈、作曲：山内薫、編曲：富田素弘
1stシングル『もらい泣き』のカップリング
10. 望春風(1:10)
作詞：李臨秋、作曲：鄧雨賢、編曲：武部聡志
台湾の民謡

## 参加ミュージシャン
- 一青窈：Vocal
- 武部聡志
  - Piano (#1.6)
  - All Keyboards (#2.6.8.10)
- 鳥山雄司：Guitar (#2.6)
- 山中雅文：Synthesizer Programming (#2.6.8.10)
- 富田素弘：All Instruments & Programming (#3.4.9)
- 白井良明：Electric Guitar (#5)
- 湊雅史：Drums (#5)
- 根岸孝旨：Bass, Additional Guitar (#5)
- 山木秀夫：Drums (#6.7)
- 美久月千晴：Bass (#6.7)
- 金原ストリングス・グループ：Strings (#7)
- 森安信夫：Guitar & Keyboards (#7)